# Enrique Vera
Enrique Daniel Vera Torres (ur. 10 marca 1979 w Asunción) – paragwajski piłkarz występujący najczęściej na pozycji pomocnika, obecnie zawodnik LDU Quito.